# Francesco I. Sforza

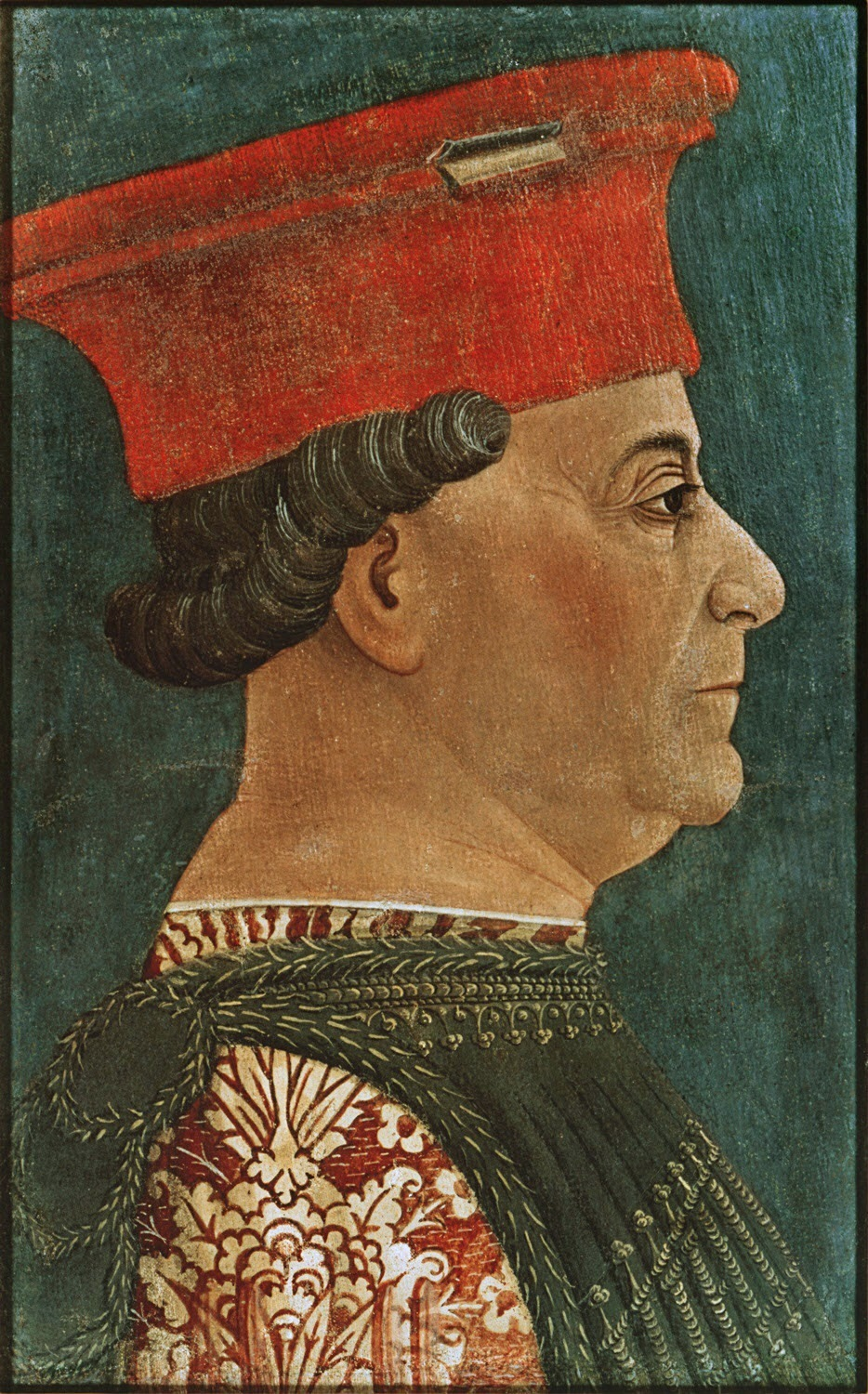
Porträt des Francesco Sforza von Bonifazio Bembo, um 1460, Pinacoteca di Brera, Mailand.
Sforza bestand darauf, mit jenem alten Hut gemalt zu werden, den er als Condottiere getragen hatte.

Francesco Sforza (* 23. Juli 1401 in San Miniato; † 6. März 1466 in Mailand) war der Gründer der Dynastie der Sforza in Mailand.

## Leben

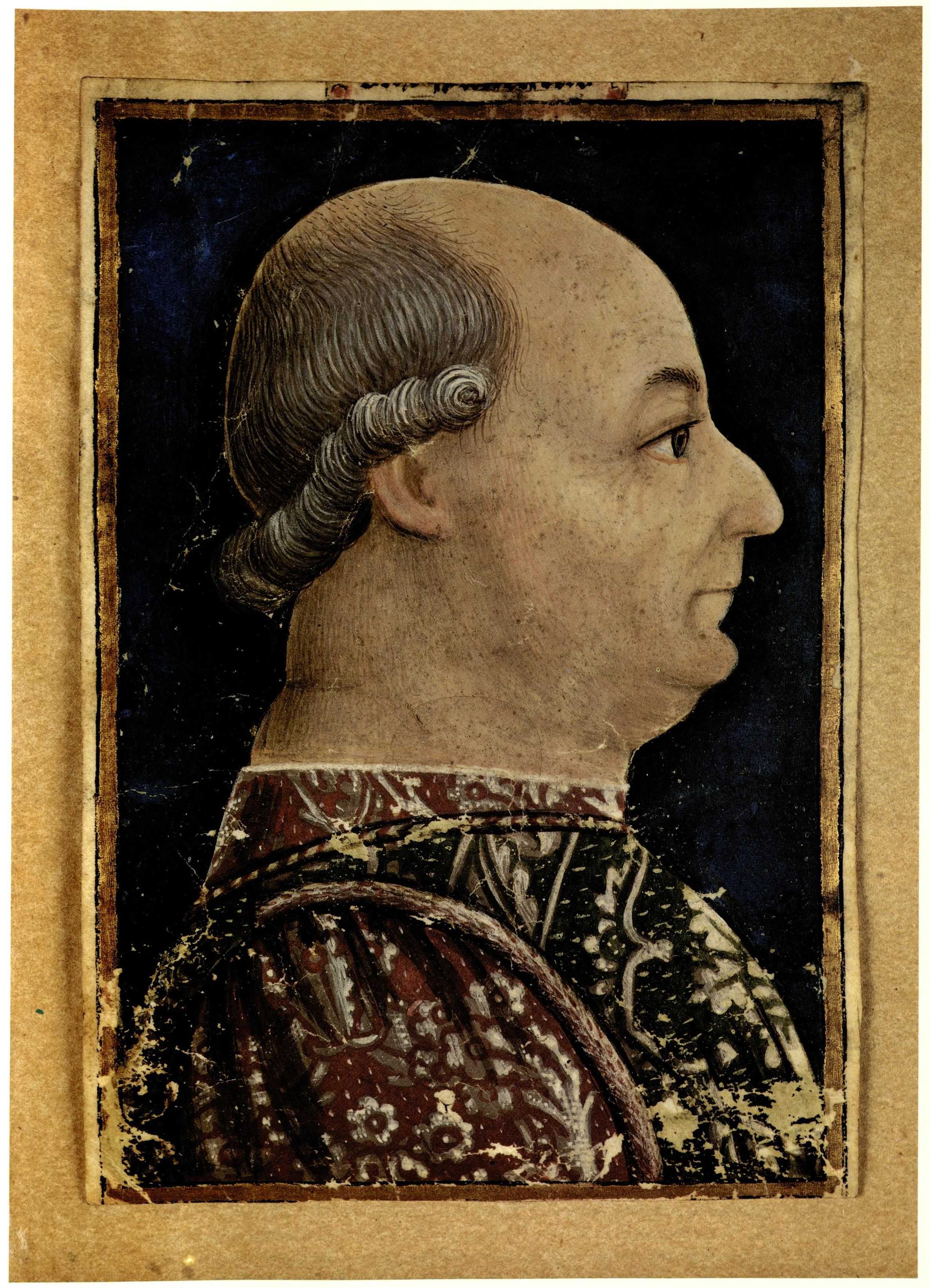
Ein Porträt Francescos als Buchmalerei in der Handschrift Mailand, Biblioteca Trivulziana, 786, fol. 1 (eingefügtes Blatt; 15. Jahrhundert)

Francesco war der uneheliche Sohn von Muzio Attendolo Sforza und der Lucia von Torsano. Nach dem Tod seines Vaters 1424 übernahm er die Führung von dessen Söldnertruppe, für die er sich zum einen durch reine Körperkraft (er war berühmt dafür, Metall mit bloßen Händen zu biegen), später aber auch als außergewöhnlicher Taktiker und Kommandeur qualifizierte.
Er diente den Visconti gegen Venedig und dann Venedig gegen die Visconti, griff den Papst an, vertrieb ihn aus der Romagna und verteidigte ihn später.

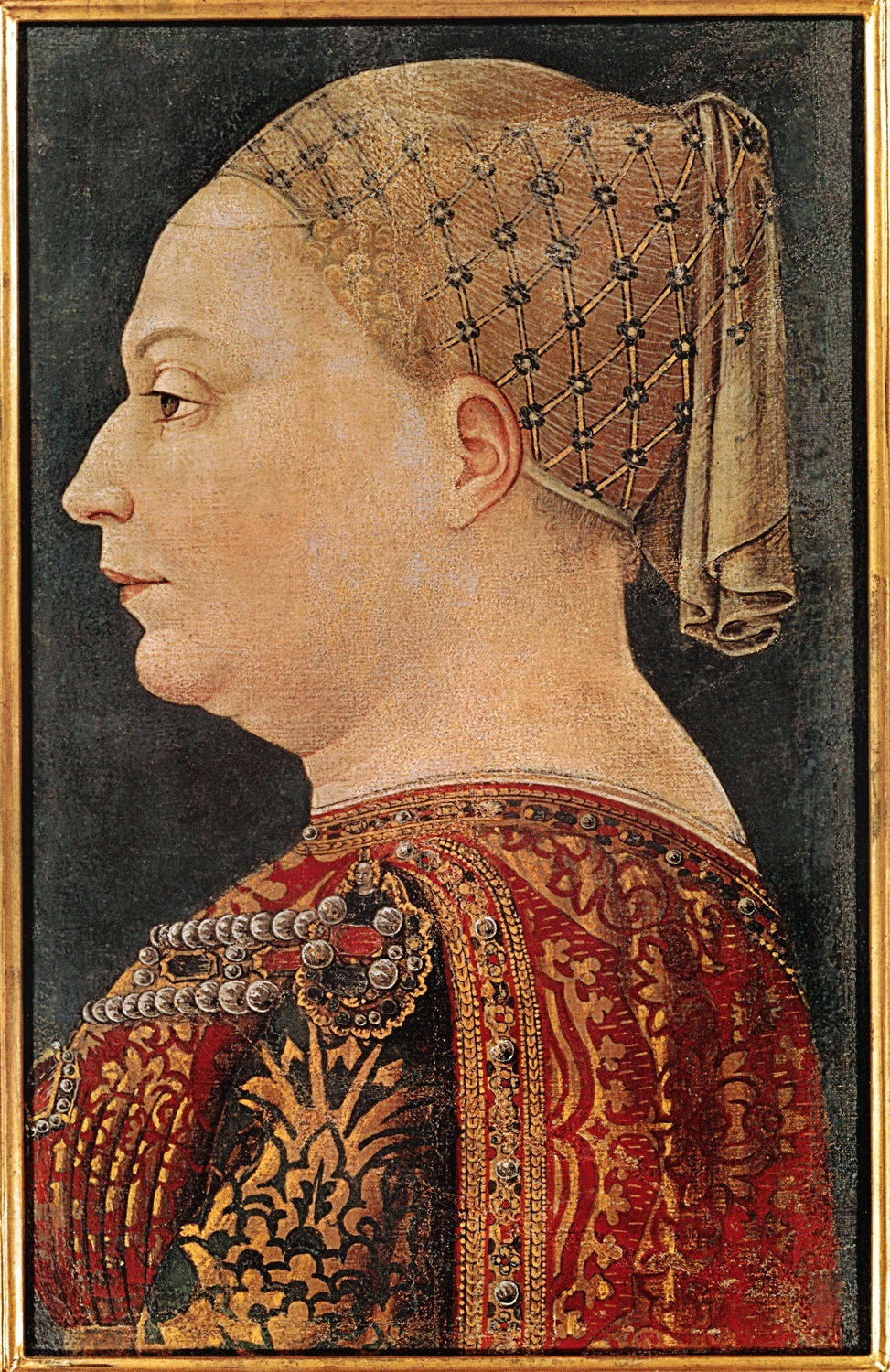
Bianca Maria Visconti in einem Gemälde von Bonifacio Bembo, Pinacoteca di Brera, Mailand

Francesco Sforza heiratete in erster Ehe am 19. Oktober 1418 Polissena Ruffo, Tochter des Carlo Ruffo, Graf von Montalto. Mit ihr hatte er eine Tochter, die ebenfalls Polissena hieß und bereits 1420 starb, im gleichen Jahr starb auch die Mutter. 1441 heiratete er Bianca Maria (um 1424–1468), die einzige Tochter von Filippo Maria Visconti, dem Herzog von Mailand. Er erhielt Pontremoli und Cremona als Mitgift sowie die Zusage der Nachfolge im Herzogtum. Die kurzlebige Ambrosianische Republik, die von den Mailändern beim Tod Viscontis (1447) errichtet wurde, wurde von Francesco unterworfen, der am 25. März 1450 triumphal als Herzog in der Stadt einzog. Im Frieden von Lodi erreichte er 1454 die Anerkennung seiner Herrschaft durch die Republik Venedig, der sich bald darauf die anderen italienischen Staaten anschlossen. Er unterdrückte einen Aufstand in Piacenza, verbündete sich eng mit Cosimo de’ Medici (1389–1464) und Ludwig XI. von Frankreich (regierte 1461–1483) und beherrschte die Lombardei, einige Bereiche südlich des Po und sogar Genua.
Er ließ die Festung Porta Giovio wieder aufbauen, das große Hospital errichten und den Kanal von Martesana, der Mailand mit der Adda verbindet; sein Hof, den er mit italienischen Gelehrten und griechischen Verbannten (als Folge der Eroberung Konstantinopels) füllte, wurde schnell einer der hervorragendsten in Italien. Seine Tochter Ippolita war für ihre lateinischen Reden berühmt. Francesco hinterließ mehrere Söhne, darunter Galeazzo Maria, Ludovico, genannt „il Moro“ (vermutlich aufgrund seiner Förderung des Anbaus von Maulbeerseidenbäumen, ital. "mora"), und Ascanio Sforza, der Kardinal wurde.
Francesco wird mehrfach in Machiavellis „Il principe“ (Der Fürst) erwähnt; er wird durchgängig gelobt für seine Fähigkeiten als Regent, aber auch als Warnung vorgeführt, sich nicht mit Söldnertruppen abzugeben. Im Auftrag seines Sohnes Ludovico Sforza war Leonardo da Vinci ab etwa 1489 mit Planungen zu einem monumentalen Reiterstandbild Francesco Sforzas beschäftigt, das aber nicht zur Ausführung kam.

## Nachkommen
Mit seiner zweiten Frau Bianca Maria Visconti hatte er folgende Kinder:
- Galeazzo Maria Sforza (1444–1476), Herzog von Mailand 1466
- Ippolita Sforza (* 18. April 1446; † 20. August 1484), ⚭ 1465 Alfons II. von Aragon, König von Neapel (1448–1495), (Haus Trastámara)
- Filippo Maria Sforza (1448–1492), ⚭ Konstanze Sforza, Tochter des Bosio Sforza
- Sforza Maria Sforza (18. Aug. 1451 – 29. Juli 1479), Herzog von Bari
- Ludovico Sforza, „il Moro“ (1451–1508), Herzog von Mailand (1494–1499)
- Ottaviano Sforza (30. April 1458 – 1477)
- Elisabetta Sforza († 1473), ⚭ 1469 Wilhelm VIII. Markgraf von Montferrat († 1483)
- Ascanio Sforza (1455–1505), 1484 Kardinal